# Funkytown
Funkytown is een nummer van de Amerikaanse studiogroep Lipps Inc. Het staat als eerste nummer op de ep Mouth to Mouth uit 1979. Op 15 oktober van dat jaar werd het nummer op single uitgebracht.

## Achtergrond
Funkytown is geschreven en geproduceerd door Steven Greenberg. Het nummer gaat over de fictieve plaats Funkytown. Schrijver Greenberg noemde dat hij het lied schreef omdat hij zijn eigen regio, Minneapolis, wilde ontvluchten. De vocalen op het nummer zijn van Cynthia Johnson. 
De plaat was een wereldwijde hit en stond in meer dan negen landen op de nummer 1-positie, waaronder in thuisland de Verenigde Staten.
In Nederland werd de plaat door dj Ferry Maat veel gedraaid in de Soulshow op de befaamde TROS donderdag op Hilversum 3 en werd mede hierdoor een gigantische hit in de destijds drie landelijke hitlijsten op de nationale publieke popzender. De plaat bereikte de nummer 1-positie in zowel de Nederlandse Top 40, Nationale Hitparade als de TROS Top 50. Ook in de Europese hitlijst op Hilversum 3, de TROS Europarade, werd de nummer 1-positie bereikt.
In België bereikte de plaat eveneens de nummer 1-positie in zowel de voorloper van de Vlaamse Ultratop 50 als de Vlaamse Radio 2 Top 30. In Wallonië werd géén notering behaald.

## Videoclip
De videoclip die de studio groep gebruikte, werd oorspronkelijk opgenomen voor het popprogramma AVRO's Toppop. In Europa werden de meeste televisie optredens vertolkt en geplaybackt door de Brits-Nederlandse zangeres Debbie Jenner en haar dansgroep. De clip werd destijds in Nederland ook op televisie uitgezonden in de tv-versie van de TROS Top 50 op Nederland 2.

## In populaire media
De plaat is veelvoudig gebruikt in populaire media. Zo kwam deze voor in een aflevering van Parenthood en in de film Shrek 2.

## Hitnoteringen

### Nederlandse Top 40
| Hitnotering: 26-04-1980 t/m 02-08-1980 | Hitnotering: 26-04-1980 t/m 02-08-1980 | Hitnotering: 26-04-1980 t/m 02-08-1980 | Hitnotering: 26-04-1980 t/m 02-08-1980 | Hitnotering: 26-04-1980 t/m 02-08-1980 | Hitnotering: 26-04-1980 t/m 02-08-1980 | Hitnotering: 26-04-1980 t/m 02-08-1980 | Hitnotering: 26-04-1980 t/m 02-08-1980 | Hitnotering: 26-04-1980 t/m 02-08-1980 | Hitnotering: 26-04-1980 t/m 02-08-1980 | Hitnotering: 26-04-1980 t/m 02-08-1980 | Hitnotering: 26-04-1980 t/m 02-08-1980 | Hitnotering: 26-04-1980 t/m 02-08-1980 | Hitnotering: 26-04-1980 t/m 02-08-1980 | Hitnotering: 26-04-1980 t/m 02-08-1980 | Hitnotering: 26-04-1980 t/m 02-08-1980 | Hitnotering: 26-04-1980 t/m 02-08-1980 |
| Week                                   | 1                                      | 2                                      | 3                                      | 4                                      | 5                                      | 6                                      | 7                                      | 8                                      | 9                                      | 10                                     | 11                                     | 12                                     | 13                                     | 14                                     | 15                                     |                                        |
| -------------------------------------- | -------------------------------------- | -------------------------------------- | -------------------------------------- | -------------------------------------- | -------------------------------------- | -------------------------------------- | -------------------------------------- | -------------------------------------- | -------------------------------------- | -------------------------------------- | -------------------------------------- | -------------------------------------- | -------------------------------------- | -------------------------------------- | -------------------------------------- | -------------------------------------- |
| Nummer                                 | 21                                     | 12                                     | 6                                      | 4                                      | 2                                      | 1                                      | 1                                      | 1                                      | 2                                      | 3                                      | 8                                      | 16                                     | 19                                     | 29                                     | 37                                     | uit                                    |

### Nationale Hitparade
| Hitnotering: 03-05-1980 t/m 16-08-1980 | Hitnotering: 03-05-1980 t/m 16-08-1980 | Hitnotering: 03-05-1980 t/m 16-08-1980 | Hitnotering: 03-05-1980 t/m 16-08-1980 | Hitnotering: 03-05-1980 t/m 16-08-1980 | Hitnotering: 03-05-1980 t/m 16-08-1980 | Hitnotering: 03-05-1980 t/m 16-08-1980 | Hitnotering: 03-05-1980 t/m 16-08-1980 | Hitnotering: 03-05-1980 t/m 16-08-1980 | Hitnotering: 03-05-1980 t/m 16-08-1980 | Hitnotering: 03-05-1980 t/m 16-08-1980 | Hitnotering: 03-05-1980 t/m 16-08-1980 | Hitnotering: 03-05-1980 t/m 16-08-1980 | Hitnotering: 03-05-1980 t/m 16-08-1980 | Hitnotering: 03-05-1980 t/m 16-08-1980 | Hitnotering: 03-05-1980 t/m 16-08-1980 | Hitnotering: 03-05-1980 t/m 16-08-1980 | Hitnotering: 03-05-1980 t/m 16-08-1980 |
| Week                                   | 1                                      | 2                                      | 3                                      | 4                                      | 5                                      | 6                                      | 7                                      | 8                                      | 9                                      | 10                                     | 11                                     | 12                                     | 13                                     | 14                                     | 15                                     | 16                                     |                                        |
| -------------------------------------- | -------------------------------------- | -------------------------------------- | -------------------------------------- | -------------------------------------- | -------------------------------------- | -------------------------------------- | -------------------------------------- | -------------------------------------- | -------------------------------------- | -------------------------------------- | -------------------------------------- | -------------------------------------- | -------------------------------------- | -------------------------------------- | -------------------------------------- | -------------------------------------- | -------------------------------------- |
| Nummer                                 | 20                                     | 8                                      | 3                                      | 2                                      | 2                                      | 1                                      | 1                                      | 1                                      | 1                                      | 3                                      | 7                                      | 14                                     | 24                                     | 27                                     | 31                                     | 48                                     | uit                                    |

### NPO Radio 2 Top 2000
| Nummer met noteringen in de NPO Radio 2 Top 2000 | '99  | '00  | '01  | '02  | '03  | '04  |
| ------------------------------------------------ | ---- | ---- | ---- | ---- | ---- | ---- |
| Funkytown                                        | 1481 | 1600 | 1688 | 1964 | 1398 | 1952 |

1. ↑  Een vetgedrukt getal geeft de hoogste notering aan.
2. ↑  Deze tabel is bijgewerkt tot en met de laatste editie (2024).